# Ruggell
Ruggell er den nordligste og mest lavtliggende kommune i Liechtenstein. Den har 1.925 indbyggere (2005) og dækker et areal på 7,4 km². Navnet skal vistnok komme fra det latinske udtryk for at "rydde land".
Mens Liechtenstein stort set er dækket af bjerglandskaber er Ruggel relativt fladt og ligger langs Rhinen, hvor grænsen mellem Schweiz og Østrig møder hinanden. 